# Becken (Anatomie)

Knöcherner Beckengürtel (Cingulum membri pelvini) des Mannes von vorne: paarig angeordnet die Hüftbeine (Ossa coxa) mit ihren drei Hauptanteilen Darmbein (Os ilium), Sitzbein (Os ischii) und Schambein (Os pubis), die beim Heranwachsenden im Bereich der Hüftgelenkpfanne (Acetabulum) zusammenwachsen. Mittig im Bild das Kreuzbein (Os sacrum).

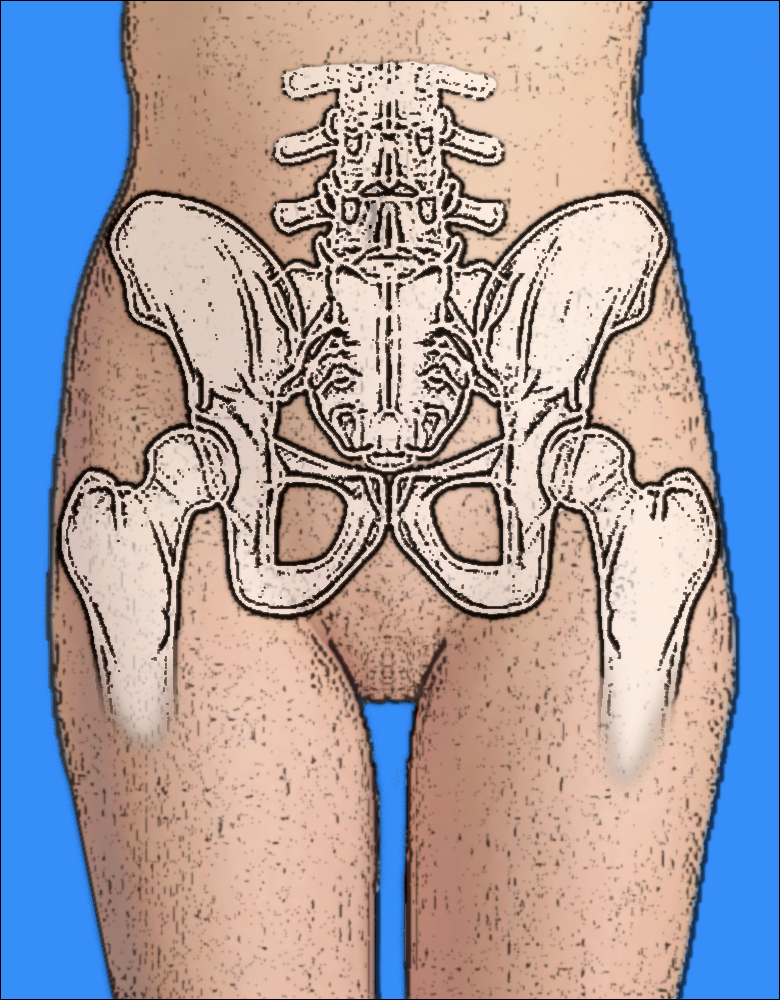
Anatomische Zeichnung des weiblichen Beckens

Das Becken (lateinisch Pelvis) ist bei Landwirbeltieren der Körperabschnitt unterhalb des Bauchs und oberhalb der Beine, bei vierfüßigen Säugetieren der Teil zwischen Bauch und Schwanz. Man unterscheidet beim Menschen zwischen einem großen und einem kleinen Becken (Pelvis major und  Pelvis minor). Das große Becken liegt zwischen beiden Darmbeinschaufeln oberhalb der Beckeneingangslinie (Linea terminalis) und gehört eigentlich zum Bauchraum.
Zugleich wird unter dem Begriff „Becken“ auch der knöcherne Teil dieses Körperabschnitts verstanden. Das knöcherne Becken besteht aus den beiden Hüftbeinen (Ossa coxae) und dem Kreuzbein (Os sacrum), sie bilden den Beckengürtel oder auch Beckenring (Cingulum membri pelvini). Bei Säugetieren (einschließlich des Menschen) ist das knöcherne Becken mit der Wirbelsäule über das Iliosakralgelenk gelenkig, aber wenig beweglich, verbunden. Durch seine Festigkeit und Stabilität gibt der Beckengürtel dem menschlichen Körper einen sicheren Stand und eine aufrechte Haltung. Zudem umgibt es die Beckenhöhle. Bei Tieren sorgt es dafür, dass die Hintergliedmaßen stabil am Rumpf verankert werden und der von ihnen produzierte Vorschub effektiv auf den Körper übertragen wird. Bei Krokodilen unterstützt der Beckengürtel die Lungenventilation.

## Hüftbein (Os coxae)
Beide Hüftbeine bestehen aus je drei Anteilen:
- Darmbein (Os ilium),
- Sitzbein (Os ischii) und
- Schambein (Os pubis).

Diese drei Knochen verschmelzen beim Menschen etwa mit dem 15. Lebensjahr im Bereich der Hüftgelenkpfanne zum nun einheitlichen Hüftbein.
Beide Hüftbeine sind über das Kreuzbein-Darmbein-Gelenk (Articulatio sacroiliaca) mit dem Kreuzbein verbunden. Dieses Gelenk ist eine Amphiarthrose, also ein straffes Gelenk, das kaum Bewegungen ausführen kann, aber für die Federung der Wirbelsäule von großer Wichtigkeit ist. An der Vorderseite haben die beiden Hüftbeine eine knorpelige Verbindung über die Schambeinfuge (Symphysis pubica). Bei Tieren liegt die Verbindung zwischen beiden Hüftknochen an der Unterseite und schließt Scham- und Sitzbein ein (Symphysis pelvica).
Alle drei Hüftknochen treffen in der Hüftgelenkpfanne (Acetabulum) zusammen, welche mit dem Kopf des Oberschenkelknochens das Hüftgelenk bildet.

Becken
Röntgenbild eines Beckens (Mann, 46 Jahre)
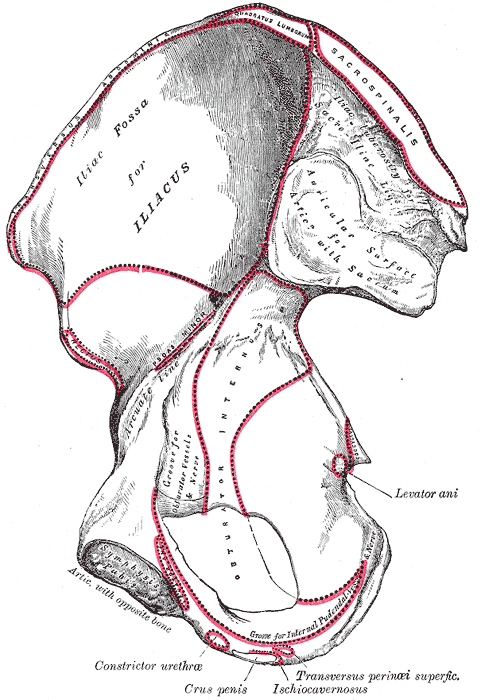
Rechtes Hüftbein. Innere Oberfläche
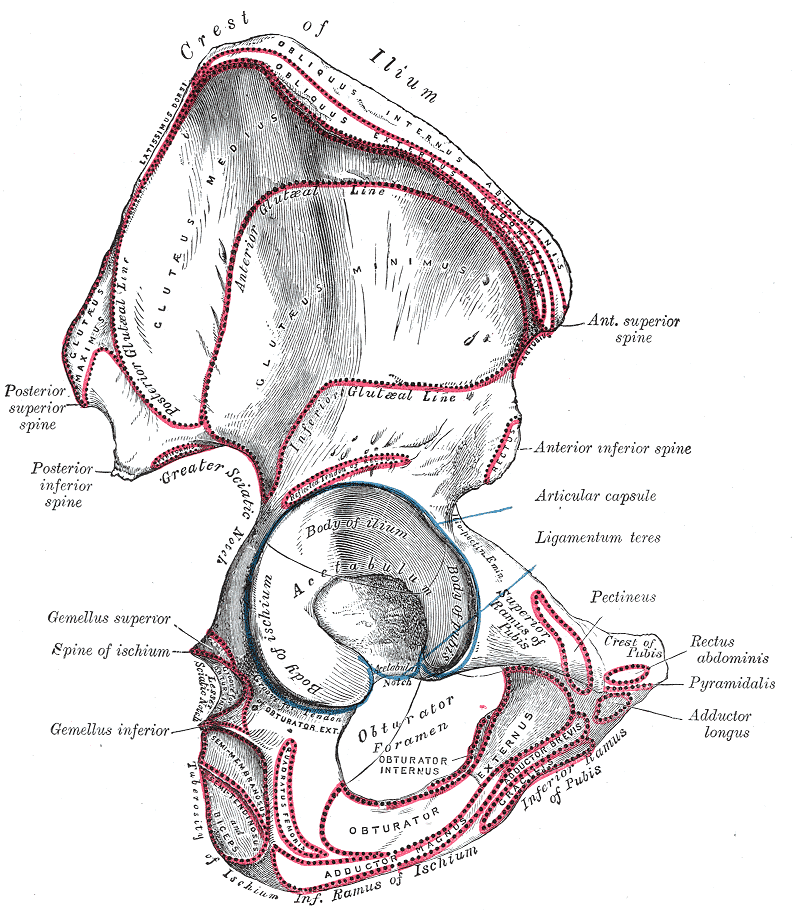
Rechtes Hüftbein. Äußere Oberfläche
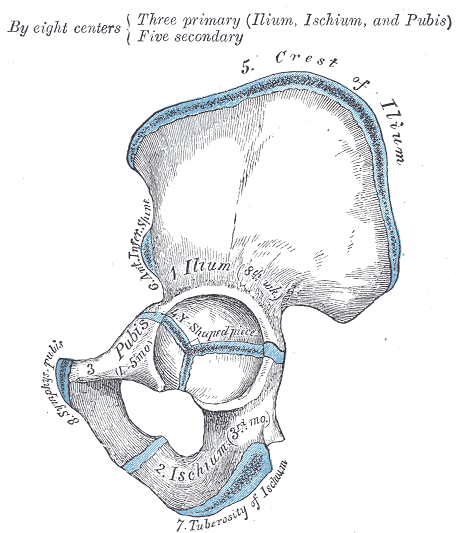
Darstellung der Ossifikation eines Hüftbeines
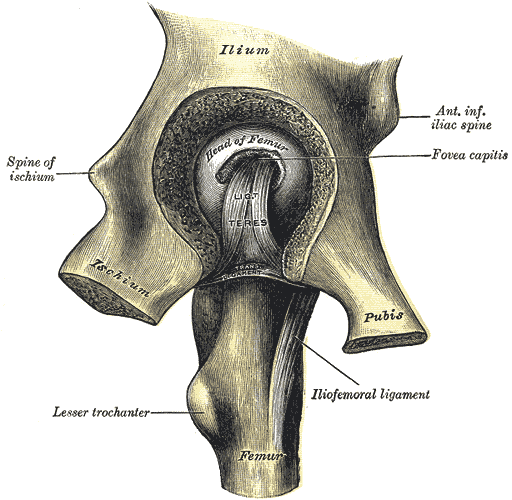
Linkes Hüftgelenk, Sicht auf die Ebene der Hüftgelenkspfanne vom Becken innen

## Geschlechtsunterschiede am knöchernen Becken und Variationen
Das weibliche und männliche Becken beim Menschen unterscheiden sich deutlich. Während bei der Frau die beiden Beckenschaufeln ausladender sind und das Hüftbeinloch (Foramen obturatum) eine eher dreieckige Form hat, ist das männliche Becken hoch, schmal und eng. Auch der Beckenausgang ist beim weiblichen Becken breiter; der Winkel zwischen beiden Schambeinästen ist beim weiblichen Becken größer als 90° (Arcus pubicus), während er beim männlichen Becken nur etwa 70° (Angulus subpubicus) beträgt. In der Anatomie und der Geburtshilfe werden zur Beschreibung der Beckenform standardisierte Conjugata (Ansicht von lateral) und Diameter (Ansicht von kranial oder kaudal) verwendet.
Anatomische Variationen zum Normalbecken sind das Assimilationsbecken, bei dem der letzte Lendenwirbel mit dem ersten Kreuzbeinwirbel verschmolzen ist und das horizontale Überlastungsbecken nach Gutmann.
In der Geburtshilfe gelten das Assimilationsbecken als anomales Becken mit kleinerem Querdurchmesser und das Trichterbecken mit verengtem Beckenausgang als mögliche Geburtskomplikationen.

## Erkrankungen
Als Beckenerkrankungen werden allgemein Erkrankungen des knöchernen Beckens, darunter die des Iliosakralgelenks, der Beckenhöhle als auch des Beckenbodens bezeichnet. Dazu gehört auch die Beckenentzündung (Unterleibsentzündung), eine Infektion die Eileiter, Gebärmutter und Eierstöcken betreffen kann.
Die beckenerweiternde Operation mittels Symphyseotomie, erstmals 1777 von Jean René Sigault (* um 1750) durchgeführt und neu eingeführt 1892/1893 durch Adolphe Pinard  und Paul Zweifel, wurde um 1898 von P. Bonardi und G. Calderini (1841–1920) durch die Pubotomie ersetzt. Mit dem engen Becken und anderen pathologischen Beckenformen befassten sich ab 1899 in klassischen gemeinsamen Arbeiten der Gynäkologe Carl Breus und der Pathologe Alexander Kolisko.